# Anisotropia
L'anisotropia (opposto di isotropia) è la proprietà per la quale un determinato ente fisico ha caratteristiche che dipendono dalla direzione lungo la quale vengono considerate.

## Descrizione
Per esempio, la radiazione elettromagnetica di un'antenna può essere anisotropa se il campo generato varia con la direzione di irradiamento; un materiale è anisotropo se le sue caratteristiche fisiche (conducibilità elettrica e termica, proprietà ottiche) o il suo comportamento meccanico (rigidezza, resistenza, tenacità) sono differenti in direzione longitudinale e trasversale. In un certo senso, l'anisotropia rappresenta per la direzione quello che la disomogeneità rappresenta per lo spazio.
Nei materiali, spesso questa caratteristica riflette la struttura atomica del materiale stesso; come accade ad esempio per i cristalli e le rocce, dove essa determina la dipendenza delle proprietà fisiche dalla direzione di propagazione dei campi elastici.
Anche il legno è un materiale anisotropo in quanto le sue variazioni dimensionali (ritiri, in special modo) variano a seconda della direzione delle fibre considerate :
- ritiro longitudinale < 0,1 %
- ritiro trasversale compreso tra 1 e 10 %
- ritiro radiale = 5 %
- ritiro tangenziale = 10 %

Le variazioni dimensionali, in questo caso, sono dovute soprattutto all'umidità e, in misura minore, alla temperatura.

## Principali anisotropie dei materiali

### Materiali ortotropi
Un materiale ortotropo è un materiale in cui si possono individuare tre direzioni ortogonali di simmetria di comportamento. Ogni direzione sarà quindi caratterizzata da diversi moduli elastici, moduli di taglio e coefficienti di Poisson.

### Materiali cubici
Un materiale cubico è un caso particolare del materiale ortotropo, in cui i moduli elastici, moduli di taglio e coefficienti di Poisson sono gli stessi nelle tre direzioni ortogonali. Differiscono dai materiali isotropi perché non è possibile trovare una relazione tra i tre coefficienti e, pertanto, il legame costitutivo dipenderà da tre parametri anziché da due.

### Materiali trasversalmente isotropi
Un materiale trasversalmente isotropo è un materiale in cui si può identificare un piano di simmetria di comportamento e una direzione ortogonale ad esso di differenza di comportamento. Anche questo è un caso particolare dei materiali ortotropi. Questo comportamento è tipico delle fibre intrecciate.

## Anisotropie della radiazione di fondo
Pur essendo quasi isotropa, la radiazione cosmica di fondo a microonde presenta, comunque, delle piccole anisotropie divise in primarie e secondarie:
- le anisotropie primarie sono quelle che si originano alla superficie di ultimo scattering, a z≈1089; i fotoni quindi mantengono le informazioni sulle condizioni in cui è avvenuta la diffusione;
- le anisotropie secondarie sono quelle che si originano durante il cammino dei fotoni dalla superficie di ultimo scattering a noi e sono le seguenti:
  - early ISW
  - late ISW
  - effetto Rees-Sciama
  - effetto Vishniac
  - gravitational Lensing
  - effetto Sunyaev-Zel'dovich